# 9A busz (Szekszárd)
A szekszárdi 9A jelzésű autóbusz Jobbparászta, az északi városrész (Újváros) és a Tesco áruház között közlekedik munkanapokon. A járat alapjárata a 9-es járat, mely a hét minden napján a Kilátó utca megálló érintésével közlekedik.

## Története
2022 augusztus 29-én került bevezetésre ekkor kizárólag munkanapokon 2 óránként ütemesen közlekedett. 2023 augusztus 12-től változatlan útvonalon, már nem csak munkanapokon, de jóval ritkábban, zömében a Tesco áruháztól indulva közlekedik.

2024 október 7-től bevezetett módosításokat követően hétvégi közlekedtetése megszűnt, munkanapi indításszámai emelkedtek. A járat útvonalán egy új megállóhely létesült a Kadarka utcában Vak Bottyán utca néven.

## Útvonala
| Jobbparászta felé |
| --- |
| Tesco áruház – Csatár autóbusz-forduló – Alisca utca - Május 1. utca – Béri Balogh Ádám utca – Széchenyi utca – Kadarka utca – Jobbparászta |

| Tesco áruház felé                                                                                                 |
| --- |
| Jobbparászta – Kadarka utca – Széchenyi utca – Béri Balogh Ádám utca – Május 1. utca – Alisca utca – Tesco áruház |

## Megállóhelyei
| sz. | Megállóhely neve         | Menetidő (perc) | Menetidő (perc) | Átszállási kapcsolatok |
| --- | ------------------------ | --------------- | --------------- | ---------------------- |
| 0   | Tesco áruház             | 0               | 19              |                        |
| 1   | Csatár, autóbusz-forduló | 2               | ∫               |                        |
| 2   | Alisca utca 44-46.       | ∫               | 17              |                        |
| 3   | Alisca utca              | 4               | 15              |                        |
| 4   | Május 1. utca            | 5               | 14              |                        |
| 5   | Alsóvárosi temető        | 6               | ∫               |                        |
| 6   | Bakta köz                | 7               | 12              |                        |
| 7   | Kórház                   | 8               | 11              |                        |
| 8   | Nyomda                   | 10              | 9               |                        |
| 9   | Posta                    | ∫               | 8               |                        |
| 10  | Szent László utca        | 12              | ∫               |                        |
| 11  | Babits iskola            | 13              | 6               |                        |
| 12  | Vak Bottyán utca         | 14              | 5               |                        |
| 13  | Kadarka lakótelep        | 15              | 4               |                        |
| 14  | Parászta, kisbolt        | 17              | 2               |                        |
| 15  | Tolnai Lajos utca        | 18              | 1               |                        |
| 16  | Jobbparászta             | 19              | 0               |                        |